# Herbert Jacob Gute
Pour les articles homonymes, voir Gute.
Herbert Jacob Gute est un peintre américain, d'origine allemande, né en 1907 et mort en 1977. Il a enseigné à l'Université Yale après y avoir étudié à la Yale School of Fine Arts.
Herbert Gute est célèbre notamment pour la copie des fresques de la synagogue de Doura Europos que, tout jeune diplômé de Yale, il réalisa in situ lors de la septième saison des fouilles franco-américaines de la ville antique, en 1933-1934. Cette copie est longtemps restée un document essentiel pour l'étude des fresques. Elle est conservée à Yale.
Clark Hopkins, le directeur de la fouille, le décrit en ces termes : « Il était un peintre de premier ordre, avec une précision toute allemande et une attention aux menus détails. Il travaillait dur, longtemps, et de façon très intelligente. Athlète capable autant qu'intellectuel, il améliora énormément nos activités de loisir. Il avait été lanceur de baseball au lycée, et excella rapidement au lancer de fer à cheval. »